# Louis Bretez

Le plan de Turgot

Louis Bretez (c. 16.. - Paris, juin 1737) est un architecte et cartographe français.

## Biographie
Sans le travail titanesque qui lui fut confié par la ville sous l'initiative de Michel-Etienne Turgot pour bâtir un nouveau plan de Paris dit Plan de Turgot, Louis Bretez serait un parfait inconnu. Membre de l’Académie de Saint-Luc, héritière de la communauté des maîtres peintres et rivale de l’Académie royale de peinture et de sculpture, Louis Bretez avait publié à compte d’auteur en 1706 un traité intitulé La perspective pratique de l’architecture contenant par leçons une manière nouvelle, courte et aisée pour représenter en perspective les ordonnances d’architecture et les places fortifiées, ouvrage très utile aux peintres, architectes, ingénieurs et autres dessinateurs dont il appliqua les grands principes à la cartographie. Les historiens supposent que son savoir est à l’origine de son recrutement par Turgot, mais en définitive, nous méconnaissons tout des contacts anciens entre les deux hommes. Le mystère qui entoura le choix du prévôt n’est pas totalement levé. Homme d’expérience, sans doute sexagénaire, Bretez était cependant le spécialiste du moment en matière de perspective.
De 1734 à 1736, il parcourut donc les rues de Paris, pénétra, muni d’un laissez-passer, dans les cours des propriétés privées, dessina, îlot après îlot, façades, jardins et rues. Ce travail de relevé n’a certainement pas été mené à bien en solo. Bretez dut bénéficier du concours de plusieurs apprentis répartis en équipe de deux. On lui attribue néanmoins le dessin des vingt planches au « crayon de pierre de mine » et l’on sait qu’il se fit aider un temps par Saury pour la mise au net à l’encre de Chine. Le dessin encore inachevé, Antoine Coquart, qui avait participé à la gravure du grand plan de Paris levé par Roussel de 1729 à 1730, fut choisi avec Claude Lucas pour transcrire sur cuivre les feuilles manuscrites. Au bout de six planches, celui-ci rétrocéda son activité à Claude Lucas son associé. Membre de l’Académie royale de peinture et de sculpture, il acheva en vingt et un mois les dernières, la réception de la gravure par le bureau de la ville intervenant en décembre 1739.